# エドゥアール・ミシュ
エドゥアール・ミシュ（Edouard Michut, 2003年3月4日 - ）は、フランス・エクス＝レ＝バン出身のサッカー選手。フォルトゥナ・シッタート所属。ポジションはミッドフィールダー。

## 経歴

### クラブ
パリ・サンジェルマンFCの下部組織出身。2020年7月23日、クラブと初めてのプロ契約を結んだ。2021年2月27日、ディジョン戦でプロデビューを果たした。6月19日、クラブとの契約を2025年まで延長した。2022年1月10日、オリンピック・リヨン戦に途中出場すると、ティロ・ケーラーのゴールをアシストし、トップチームでの初アシストを記録した。
2022年8月31日、サンダーランドAFCに買取オプション付きのレンタルで移籍した。
2023年9月16日、アダナ・デミルスポルにレンタル移籍した。2024年1月24日に買取オプションが行使され、2027年までの契約を結んだ。
2024年11月5日、フォルトゥナ・シッタートに移籍した。